# Puszcza Biała

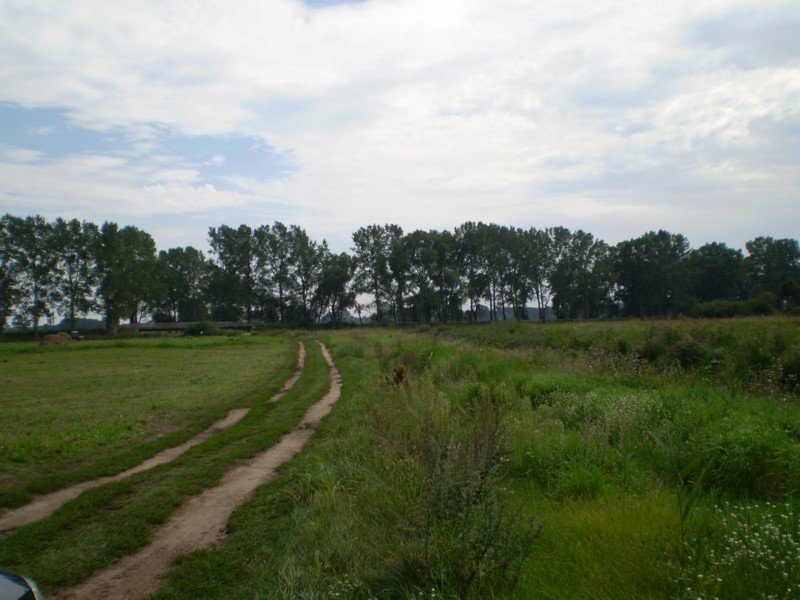
Tàn dư ngày nay của một khu rừng Kurpie.

Puszcza Biała (phát âm tiếng Ba Lan: [ˈpuʂt͡ʂa ˈbjawa], Vùng hoang dã Trắng) là tên được đặt cho khu rừng ở Ba Lan kéo dài từ Pułtusk đến Ostrów Mazowiecka. Đây là một phần của vùng đất Mazovian và bao gồm các cây nhỏ, chủ yếu là thông.
Vùng hoang dã trắng (Puszcza Biała) thường được liên kết với Vùng hoang dã xanh (Puszcza Zielona), và hai khu rừng thường được gọi là Rừng Kurpie (Puszcza Kurpiowska) bởi vì hai khu rừng được cư dân sống qua nhiều thế kỷ. cô lập, phát triển một nền văn hóa độc đáo của riêng họ, được gọi là Kurpie.

## Các khu định cư ở Puszcza Biała
- Pułtusk
- Pniewo
- Tocznabiel
- Đà điểu Mazowiecka
- Wyszków
- Brok
- Długosiodło
- Braszchot
- Obryte
- Rąśnik
- Nowy Lubiel
- Popowo-Letnisko

## Các dòng sông chảy qua Puszcza Biała
- Bug
- Narew
- Brok
- Zgorza Struga

## Các khu bảo tồn thiên nhiên trong Puszcza Biała
- Rezerwat przyrody Stawinoga
- Rezerwat przyrody Popławy
- Rezerwat przyrody Bartnia
- Rezerwat przyrody Wielgolas